# Ponce Inlet
Ponce Inlet – miasto w Stanach Zjednoczonych, w stanie Floryda, w hrabstwie Volusia.